# Даровських Кирило Володимирович
Кири́ло Володи́мирович Даровських (2001—2024) — старший солдат Збройних сил України, учасник російсько-української війни.

## Життєпис
Народився 26 січня 2001 року в селі Руднєве Сумської області.
Служив оператором групи стрілкової роти.
Загинув 2 лютого 2024 року на Донеччині.

## Нагороди
- Орден «За мужність» III ступеня[1].